# A.E. van Vogt

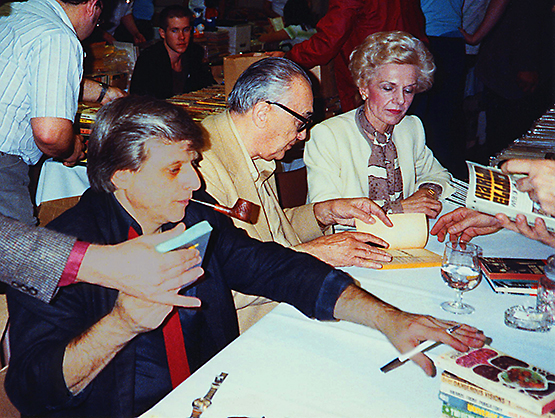
A.E. van Vogt

Alfred Elton van Vogt, född 26 april 1912, död 26 januari 2000, var en kanadensisk science fiction-författare av holländsk härkomst. van Vogt räknas som en av de stora under genrens så kallade "guldålder".
Under 1940-talet skrev van Vogt företrädesvis noveller i stort antal. Ett undantag är Slan, som publicerades som serie i Astounding Science Fiction redan under september-december 1940. Flera av hans senare berömda romaner är ihopskrivna samlingsverk av några sådana tidigare noveller.

### Romaner
- Slan (1946)
- Väktarna från Isher (1947)
- The Book of Ptath (1947)
- The World of Null-A (1948), Världen och Noll-A
- The House That Stood Still (1950)
- Masters of Time (1950)
- The Voyage of the Space Beagle (1950) översatt som Uppdrag i världsrymden
- Vapenhandlarna från Isher (1951)
- Mission to the Stars (1952)
- The Universe Maker (1953)
- Planets for Sale (1954) (med Edna Mayne Hull)
- The Players of Null-A (1956) även publicerad som The Pawns of Null-A, Spelarna och Noll-A
- The Mind Cage (1957)
- Empire of the Atom (1957)
- Siege of the Unseen (1959)
- The War against the Rull (1959)
- Earth's Last Fortress (1960)
- The Wizard of Linn (1962)
- The Violent Man (1962)
- The Beast (1963)
- The Twisted Men (1964)
- Rogue Ship (1965)
- The Winged Man (1966)
- Moonbeast (1969)
- The Silkie (1969)
- Children of Tomorrow (1970)
- Quest for the Future (1970)
- The Battle of Forever (1971)
- More Than Superhuman (1971)
- The Darkness on Diamondia (1972)
- Future Glitter (1973)
- The Man with a Thousand Names (1974)
- The Secret Galactics (1974); även publicerad som Earth Factor X
- Supermind (1974)
- The Anarchistic Colossus (1977)
- The Enchanted Village (1979) (chapbook)
- Renaissance ( 1979)
- Cosmic Encounter (1980)
- Computerworld (1983)
- Computer Eye (1983)
- Null-A Three (1985)
- To Conquer Kiber (1987)

### Samlingar
- M33 in Andromeda (1943)
- Out of the Unknown (1948) (med Edna Mayne Hull)
- Away and Beyond (1952)
- Destination: Universe! (1952)
- The Far-Out Worlds of A. E. van Vogt (1956)
- Monsters (1965)
- The Van Vogt Omnibus (samlingsvolym - 1967)
- The Sea Thing and Other Stories (1970)
- The Proxy Intelligence and Other Mind Benders (1971)
- The Van Vogt Omnibus 2 (samlingsvolym - 1971)
- The Book of Van Vogt (1972)
- Far Out Worlds of Van Vogt (1973)
- The Three Eyes of Evil Including Earth's Last Fortress (1973)
- The Best of A. E. van Vogt (1974)
- The Gryb (1976) (med Edna Mayne Hull)
- Pendulum (1978)
- The Best of A. E. van Vogt 1949-1968 (1979)
- Lost: Fifty Suns (1979)
- The Best of A E van Vogt 1940-1948 (1979)
- Futures Past: The Best Short Fiction of A.E. Van Vogt (1999)
- Essential A.E. van Vogt (2002)

### Icke-fiction
- The Hypnotism Handbook (1956) (med Charles Edward Cooke)
- The Money Personality (1975)
- Reflections of A. E. Van Vogt: The Autobiography of a Science Fiction Giant (1979)
- A Report on the Violent Male (1992)